# María La Negra

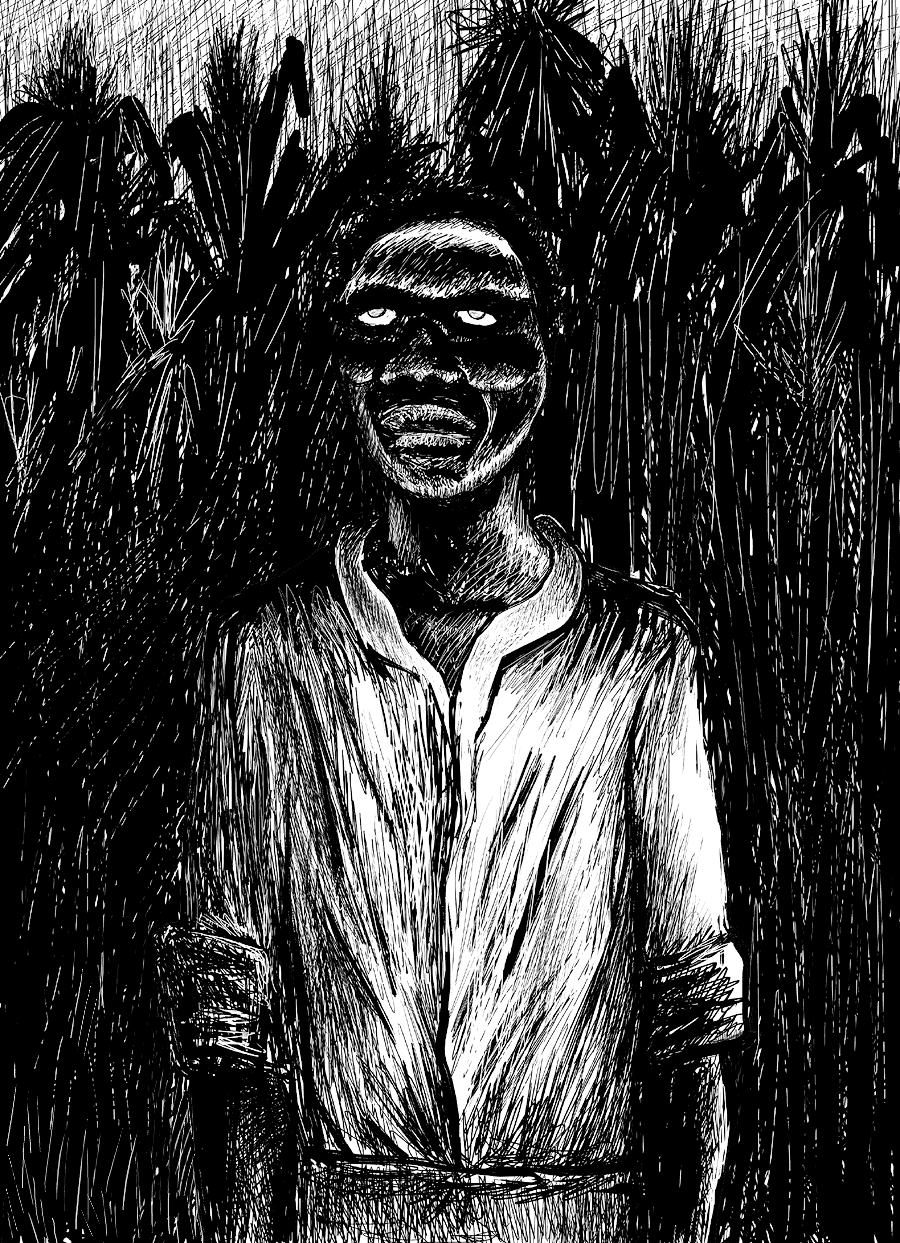

María La Negra, o simplemente, María Negra, es un personaje perteneciente a una leyenda de Escazú, ciudad de Costa Rica. Se trata de una bruja de etnia negra que habitaba, según se decía, en una casa ubicada al norte de la Iglesia del centro de Escazú. Fue una de las últimas brujas más renombradas del cantón.
De esta bruja se cuenta que tenía el poder de transformarse en una gran chancha negra que asustaba por los antiguos barrios del Escazú rural. La principal leyenda alrededor de María La Negra dice que una madrugada fue descubierta por su abuelo Talí cuando realizaba un ritual en una quebrada detrás de su casa, completamente desnuda y en trance. Tras advertirle al hombre que no le contara a nadie lo que había visto, comenzó a amedrentar al viejo una vez que se enteró de que este había comunicado el encuentro a algunos vecinos. Por las noches, el hombre escuchaba que lanzaban boñigas al techo de su casa, y que las vacas, asustadas, lanzaban patadas a la casa, tan fuerte, que parecía que iban a derribarla. Cuando él salía a averiguar lo que pasaba, encontraba todo tranquilo, como si nada hubiese pasado, tan solo se percibía el olor a estiércol.
Uno de los nietos de este hombre murió ahogado por una golosina inofensiva, merced a las artes de la bruja. También se cuenta que María Negra, en forma de chancha, perseguía a Talí por las noches, junto a gran cantidad de pequeños cerditos, mordiéndolo y molestándolo, sin que él pudiera hacer nada ya que, al tratar de defenderse, los animales eludían los golpes de su cuchillo como por arte de magia.
La leyenda dice que cuando la bruja murió, tembló tan fuerte en Escazú que la vieja casa de barro de María La Negra se desplomó, quedando por completo destruida.
La leyenda de María La Negra fue recopilada por el escritor escazuceño Alvar Macís Guerrero en su libro «Apuntes de Escazú».